# 中国人民解放军海军潜艇第三十二支队
中国人民解放军海军潜艇第三十二支队（解放军92474部队），是南部战区海军（海军南海舰队）下属常规动力潜艇支队，正师级单位，驻三亚市榆林港。曾配置8艘常规动力潜艇：4艘039G型潜艇、4艘基洛级636M型潜艇。

## 历史

### 372艇掉深险情
2014年年初，中国人民解放军海军组织了一次突发的战备，潜艇第32支队支队长王红理奉命率领基洛级潜艇远征72号（舷号：372）执行战备远航任务，372艇突然遭遇海水密度突变造成的“断崖”，因为海水密度突然变小，失去浮力的潜艇急速向3000多米深的海底掉深，潜艇所受压力急剧增大，主机舱管路破损进水。任务指挥员王红理迅速下达一连串口令，指挥官兵精确完成了几十项操作，3分钟成功指挥潜艇浮出海面，避免了艇毁人亡的悲剧。372艇因为主机舱大量进水失去了动力，王红理动议并带领官兵一起排除设备故障，最后仅靠一台经航电机为潜艇提供动力，挺进大洋，这次战备远航创造了中国人民解放军海军潜艇史上多个首次。凤凰网认为，第二次世界大战之后，各国海军出现过海中断崖失事，自救成功的，可能只有中国人民解放军海军372艇，所以解放军海军宣称为世界潜艇史上的奇迹。
2014年8月27日，中央军委主席习近平签署通令，为92474部队部队长王红理记一等功。2014年9月2日，中央军委给王红理、海军给372潜艇记一等功庆功大会在南海舰队某潜艇支队礼堂举行，中央军委委员、海军司令员吴胜利宣读了中央军委和海军的通令，分别给王红理和372潜艇颁发了奖章证书和奖状。

## 编制和装备
- 039G型潜艇（4艘）：324、325、326、329
- 基洛级636M型潜舰（4艘）：372、373、374、375

## 历任领导
| 支队长（正师职） - 王红理 海军大校（2012年？—2016年） | 政治委员（正师职） |

## 相关作品
- 电视剧《深海利剑》（Deepwater Forces），2017年中国军旅片，2016年11月至2017年4月拍摄。由高旻睿、刘璐、王阳、王强领衔主演，2017年7月27日在北京卫视、浙江卫视首播。以潜艇第32支队支队长王红理和372艇全体官兵为主要原型。